# Tumblr sexyman

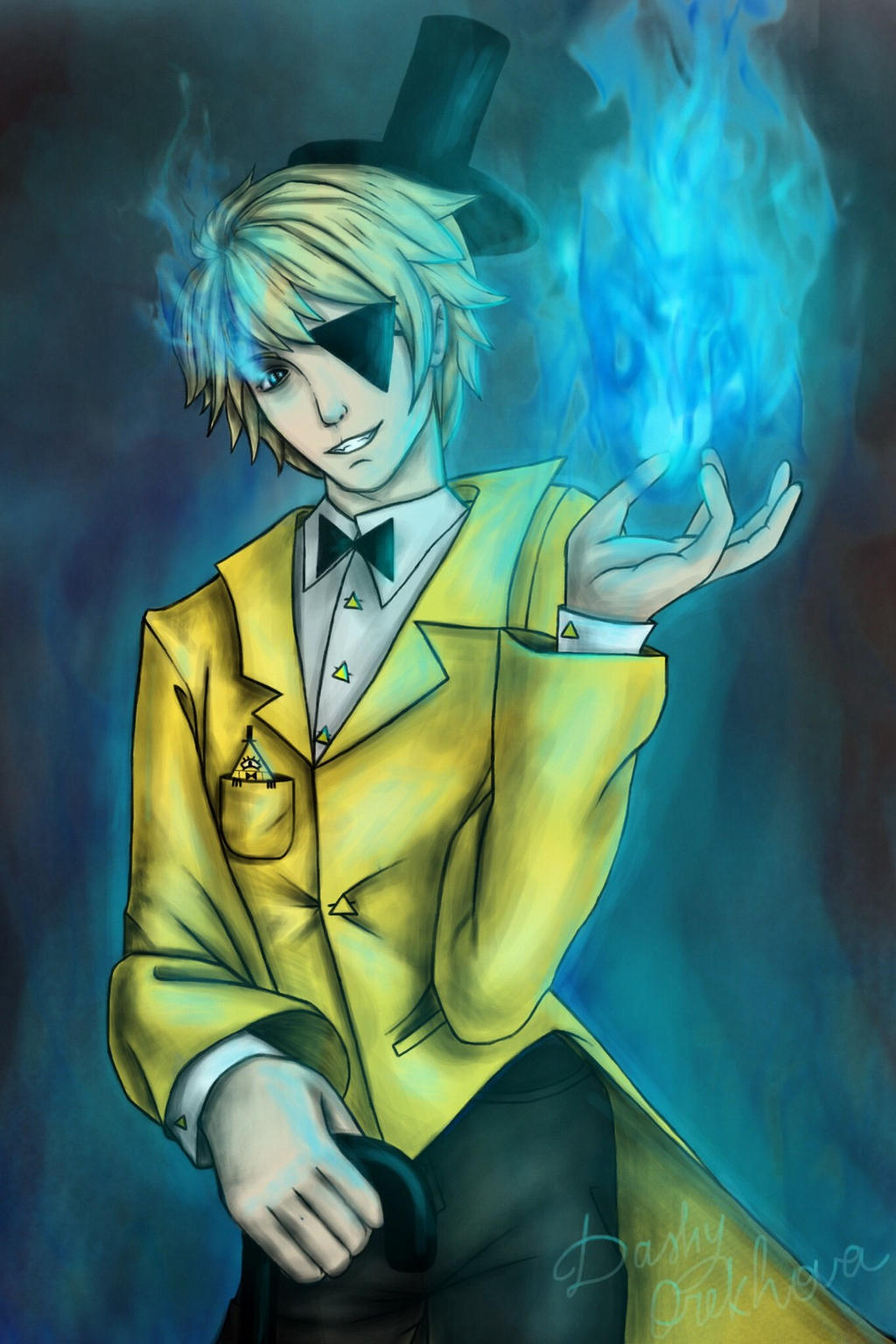
Un tumblr sexyman suele representarse como un hombre delgado, incluso en los casos en que el personaje no es originalmente humano (como Bill Cipher).

En los fandom en línea, un Tumblr sexyman («hombre sexy de Tumblr») es un tipo de personaje ficticio que gana gran popularidad como símbolo sexual. Los personajes descritos como Tumblr sexymen suelen ser villanos o inusuales, aunque los criterios para lo que califica como un Tumblr sexyman varían mucho. El fenómeno lleva el nombre del sitio web Tumblr del que surgió, aunque Tumblr sexymen también ha ganado popularidad en otras plataformas de redes sociales como Twitter.

## Definición
Los Tumblr sexymen varían mucho, aunque generalmente son malvados o tienen algún tipo de peculiaridad que los separa de los personajes «normales». Por lo general, son un tema popular de fan art y shipping, y los fan art a menudo los representan en forma de hombres blancos flacos, incluso si el personaje no era originalmente humano.  Isaiah Colbert de Kotaku describió a los Tumblr sexymen como personas que típicamente tienen «un físico de brote de soja» y «la bravuconería de un niño de teatro», mientras que Ty Galiz-Rowe de Gayming Magazine dijo que «generalmente son altos, de aspecto blanco, visten bien y tienen un lado oscuro o malvado».
El criterio más comúnmente acordado para un Tumblr sexyman es un gran número de seguidores, y algunos personajes no pueden ser considerados Tumblr sexymen debido a que tienen fandoms más pequeños.

## Historia
El concepto de Tumblr sexymen se originó alrededor de 2012, con el lanzamiento de The Lorax. El personaje central de la película, Once-ler, ganó un fandom sustancial, con la creación de múltiples blogs dedicados al personaje. El Once-ler también fue objeto de una gran cantidad de fan art y shipping, un patrón que continuaría para otros hombres sexys de Tumblr  Además, los fanáticos comenzaron a crear versiones alternativas del Once-ler y a combinar estas versiones en barcos; este fenómeno se conoció como «Oncest».
En 2022, se celebró un torneo en Twitter para determinar el Tumblr sexyman más popular. La encuesta se volvió viral y recibió más de 244 000 votos en total. La encuesta finalizó el 8 de septiembre de 2022, el mismo día de la muerte de Isabel II, lo que generó memes que asociaron los dos eventos entre sí. En la ronda final de votación, Sans de Undertale se había enfrentado a Arataka Reigen de Mob Psycho 100; Sans ganó la reñida votación con el 50,1% de los votos. La victoria de Sans fue seguida por una afluencia masiva de fan art y memes tanto en Twitter como en Tumblr. En respuesta al evento, el creador de Undertale, Toby Fox, escribió un relato ficticio que presentaba detalles imaginados de la victoria de Sans.
En enero de 2023, el lanzamiento de una nueva función de encuesta permitió a Tumblr organizar su propia competencia de Tumblr sexyman, en la que Cecil Gershwin Palmer del pódcast Welcome to Night Vale venció a Sans para convertirse en el mejor «Tumblr sexyman de Tumblr».

## Tumblr sexymennotables
Fanáticos han etiquetado varios personajes de ficción como Tumblr sexymen. Algunos ejemplos notables incluyen:
- Sans (Undertale)[4]
- El Once-ler (El Lorax)[4]
- Arataka Reigen (Mob Psycho 100)[4]
- Nagito Komaeda (Danganronpa 2: Goodbye Despair)[2]
- Raymond (Animal Crossing)[4]
- Wheatley (Portal 2)[6]
- Waluigi (Super Mario)[11]
- Bill Cipher (Gravity Falls)[4]
- Lucifer Morningstar (Hazbin Hotel)[11]
- King Dice (Cuphead)[3]
- Junkrat (Overwatch)[3]